# Supercoppa italiana 2014 (hockey su pista)
La Supercoppa italiana 2014 è stata la 10ª edizione dell'omonima competizione italiana di hockey su pista. Il torneo ha avuto luogo presso il PalaForte di Forte dei Marmi il 27 settembre 2014.
Il trofeo è stato conquistato dal Forte dei Marmi per la prima volta nella sua storia.

## Squadre partecipanti
| Club            | Qualificazione               | Partecipazioni precedenti (il grassetto indica la vittoria) |
| --------------- | ---------------------------- | ----------------------------------------------------------- |
| Forte dei Marmi | Vincitore della Serie A1     | Esordiente                                                  |
| Valdagno 1938   | Vincitore della Coppa Italia | 2010, 2011, 2012, 2013                                      |

## Risultati
| Arbitri: | Andrisani (Matera) Fronte (Novara) |

| |           |                                      |
| P. Cancela 1'07" 26'56" 28'53" P. Gil Gómez 12'10" 32'14" 49'34" E. Torner 29'44" A. Verona 35'02" D. Motaran 35'50" | Marcatori | 9'03" 43'15" 44'28" 48'32" M. Oruste |

| Forte dei Marmi |   |                   |
|                 |   |                   |
| E               | ? | Pablo Cancela     |
| E               | ? | Roberto Crudeli   |
| E               | ? | Pedro Gil Gómez   |
| E               | ? | Davide Motaran    |
| E               | ? | Alberto Orlandi   |
| P               | ? | Federico Stagi    |
| E               | ? | Enric Torner      |
| E               | ? | Alessandro Verona |
| P               | ? | Mattia Verona     |
| Allenatore:     |   |                   |
| Roberto Crudeli |   |                   |

| Valdagno 1938 |   |                    |
|               |   |                    |
| E             | ? | Alberto Bertoldi   |
| E             | ? | Andrea Bicego      |
| P             | ? | Massimo Cunegatti  |
| E             | ? | Mattia Ghirardello |
| E             | ? | Juan José López    |
| E             | ? | Tommaso Marchesini |
| E             | ? | Lucas Ordóñez      |
| E             | ? | Maximiliano Oruste |
| P             | ? | Davide Pertegato   |
| E             | ? | Massimo Tataranni  |
| Allenatore:   |   |                    |
| Franco Vanzo  |   |                    |